# زبان‌های یهودی-ایرانی
زبان‌های یهودی-ایرانی شماری از گونه‌های ایرانی یهودیان هستند که در سراسر قلمرو گسترده امپراتوری ایران گویش می‌شوند. گویش‌های یهودی-ایرانی در مقایسه با همسایگان مسلمان خود معمولاً محافظه‌کارانه هستند. برای نمونه گویش یهودی-شیرازی به زبان حافظ نزدیک‌تر است تا لهجه فارسی شیرازی.
زبان‌های یهودی-ایرانی همانند سایر زبان‌های یهودی دارای مقدار زیادی وام‌واژه از عبری هستند و به گونه‌ای از الفبای عبری نوشته می‌شوند. برخی از گویش‌های این گروه به صورت محاوره‌ای به نام لوترایی خوانده می‌شوند که به معنی «زبان تورات نیست/غیرتوراتی» است. این اشاره به شکلی دیگر از زبان دارد در آن تعداد وام‌واژگان عبری و آرامی عمداً به حداکثر می‌رسد تا بتواند به عنوان یک زبان رمزی عمل کند. در کل شمار این وام‌واژه‌ها نسبت به ییدیش یا لادینو بسیار کم است.

## گونه‌ها
- گویش‌های ایرانی جنوب‌غربی
  - فارسیهود (یا یهودی-فارسی، بیشتر رایج در تهران و مشهد)
  - بخاری (یا یهودی-تاجیکی، گویش یهودیان بخارا و مناطق اطراف در ازبکستان و تاجیکستان)
  - یهودی-شیرازی (رایج در شیراز و سایر بخش‌های استان فارس)
  - یهودی-تاتی (یا جهوری، رایج در جمهوری آذربایجان و داغستان (قفقاز شمالی))
- گویش‌های ایرانی شمال‌غربی
  - یهودی-اصفهانی (رایج در اصفهان و سایر بخش‌های مرکزی و جنوبی استان اصفهان)
  - یهودی-کاشانی (رایج در کاشان،[۵][۶][۷] ابیانه،[۷] و سایر بخش‌های شمالی استان اصفهان)
  - یهودی-همدانی (رایج در همدان و سایر بخش‌های جنوبی استان همدان)
  - یهودی-یزدی (رایج در یزد و سایر بخش‌های استان یزد)
  - یهودی-کرمانی (رایج در کرمان و سایر بخش‌های استان کرمان)
  - یهودی-گلپایگانی (رایج در گلپایگان و غرب استان اصفهان، ایران)
  - یهودی-بروجردی (رایج در بروجرد و سایر بخش‌های استان لرستان)
  - یهودی-نهاوندی (رایج در نهاوند و سایر بخش‌های شمالی استان همدان)
  - یهودی-خوانساری (رایج در خوانسار و سایر بخش‌های غربی استان اصفهان)
  - یهودی-خمینی (رایج در خمین و سایر بخش‌های استان مرکزی)
  - لوترایی (یک زبان مخفی متشکل از واژگان آرامی و عبری با حروف ربط و دستورهای فارسی)[۸][۹][۱۰]
    - لوفلایی (گونه‌ای از لوترایی رایج در کاشان)[۸][۹][۱۰]
    - لتارای استرآبادی (گونه‌ای از لوترایی رایج در گرگان)[۱۱]
- یهودی-کردی (یا یهودی-آرامی، رایج در مناطق کردنشین ایران و عراق)

## مقایسه واژگان
در جدول زیر واژگانی از گونه‌های مختلف یهودی-ایرانی ارائه شده‌است.